# Børge Jessen
Børge Christian Jessen (Copenhague, 19 de junho de 1907 – 20 de março de 1993) foi um matemático dinamarquês.
Jessen estudou de 1925 a 1929 na Universidade de Copenhague, onde foi aluno de Harald Bohr. Em 1929 foi para a Hungria com uma bolsa da Fundação Carlsberg para a Universidade de Szeged, onde trabalhou com Frigyes Riesz e Alfréd Haar, passando depois um semestre na Universidade de Göttingen com David Hilbert e Edmund Landau. Em 1930 obteve um doutorado na Universidade de Copenhague. Em 1933/34 e 1949 esteve no Instituto de Estudos Avançados de Princeton, e além disso na década de 1930 esteve frequentemente em Paris, Cambridge, na Universidade Harvard e na Universidade Yale. Em 1935 sucedeu Tommy Bonnesen como professor de geometria descritiva na Universidade Técnica da Dinamarca. A partir de 1942 sucedeu Johannes Hjelmslev como professor na Universidade de Copenhague, onde tornou-se professor emérito em 1977.
Jessen trabalhou com teoria da medida, teoria da integração e demais aspectos da análise funcional, como a teoria dos espaços de Hilbert e de funções quasi-periódicas, que aplicou com Harald Bohr na teoria da função zeta de Riemann. Nos Estados Unidos trabalhou com Salomon Bochner, Paul Halmos, George Mackey e Aurel Wintner. Trabalhou também com Paul Erdős sobre teoria dos grafos e sobre geometria combinatória, dentre outros sobre a igualdade da repartição de poliedros, um dos problemas de Hilbert, sobre o qual também trabalharam Max Dehn e Hugo Hadwiger.
Com Erik Sparre Andersen publicou em 1948 um teorema de convergência para martingale, também denominado teorema de Andersen-Jessen. As origens do teorema remontam à sua tese de doutorado.
Foi membro fundador da União Internacional de Matemática, fundada em 1951. De 1930 a 1942 foi secretário da Sociedade Dinamarquesa de Matemática. Em 1954 participou do Congresso Internacional de Matemáticos em Amsterdam (Some Aspects of the Theory of Almost Periodic Functions). Foi presidente da Fundação Carlsberg. Em 1967 foi eleito membro correspondente da Academia de Ciências de Göttingen.